# Heavenly Ever After
Heavenly Ever After (천국보다 아름다운?, Cheon-gukboda areumda-unLR; lett. "Più bello del paradiso") è una serie televisiva sudcoreana trasmessa su JTBC dal 19 aprile al 25 maggio 2025. In lingua italiana è stata distribuita da Netflix.

## Trama
Quando Lee Hae-sook muore all'età di 80 anni e arriva all'ufficio consulenza per l'ammissione in Paradiso, decide di mantenere il suo aspetto anziano anche nell'aldilà perché il marito Ko Nak-joon, morto prima di lei, era solito definirla splendida a tutte le età. In Paradiso, Hae-sook si riunisce con Nak-joon, che nell'attesa è diventato un postino celeste che consegna ai morti le lettere di auguri dalla Terra. Entrambi restano sconvolti vedendo l'uno l'aspetto dell'altra: Nak-joon, infatti, è tornato trentenne, mentre Hae-sook è apparentemente l'unica persona in Paradiso ad aver deciso di non tornare alla sua versione più giovane dopo la morte.

## Personaggi e interpreti
- Lee Hae-sook, interpretata da Kim Hye-ja
- Ko Nak-joon, interpretato da Son Suk-ku
- Som-yi, interpretata da Han Ji-min
- Lee Young-ae, interpretata da Lee Jung-eun
- Direttore del centro, interpretato da Chun Ho-jin
- Pastore, interpretato da Ryu Deok-hwan